# .lu
.lu is het achtervoegsel van domeinen van websites uit Luxemburg.